# 和平祭坛博物馆

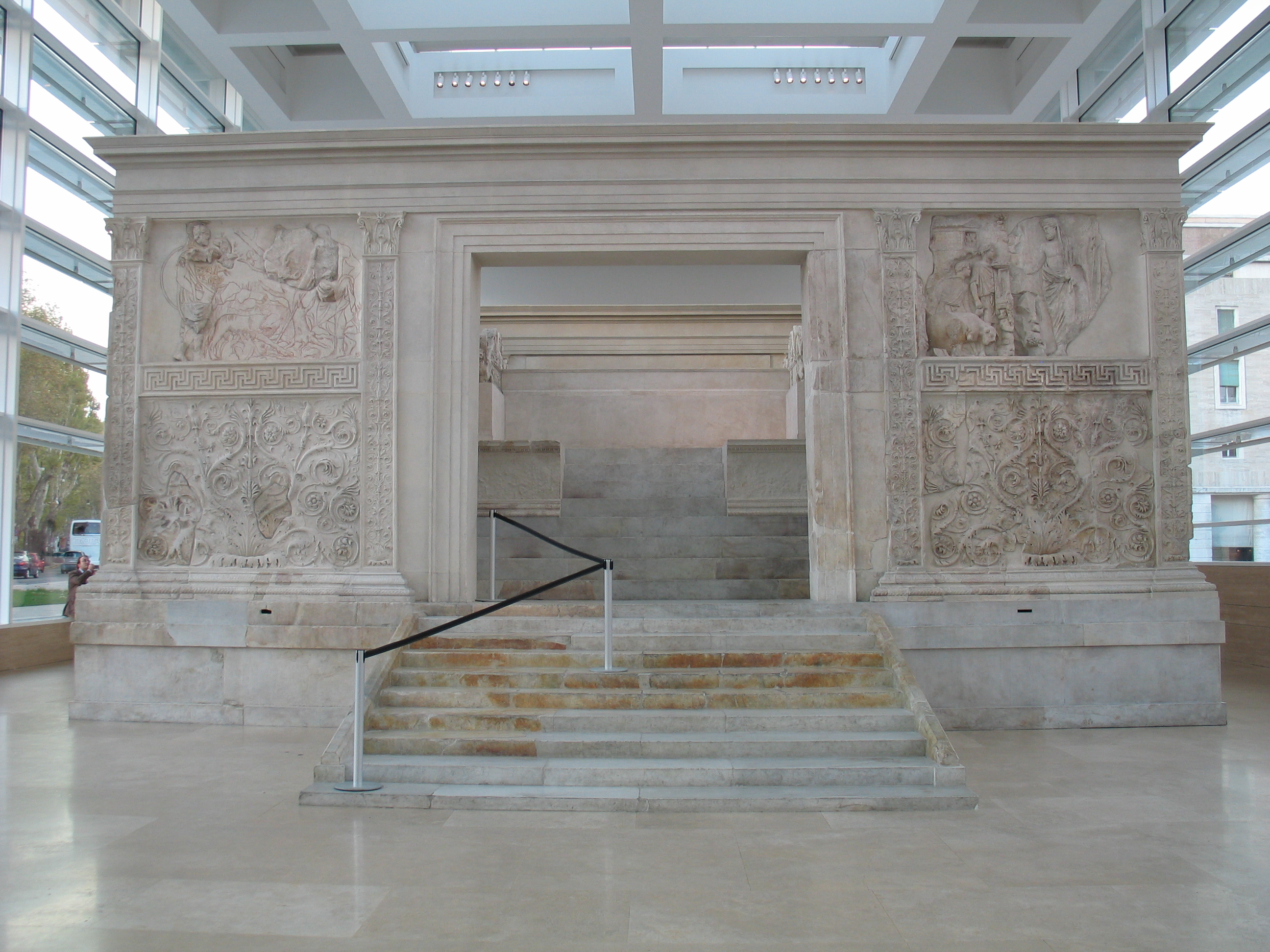
和平祭坛

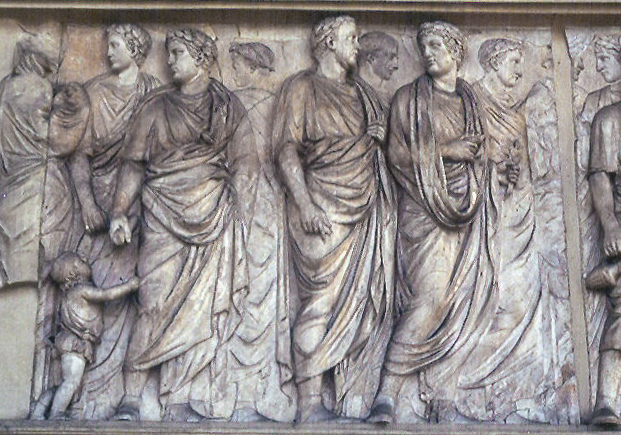
和平祭坛北侧

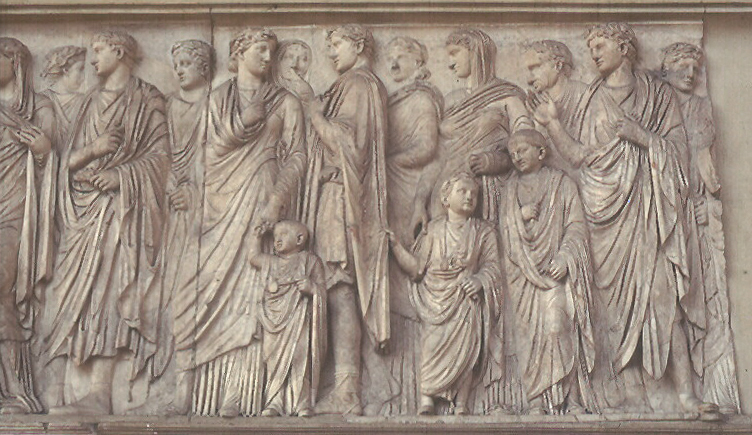
和平祭坛南侧

和平祭坛（拉丁语：Ara Pacis Augustae）是一个供奉和平女神的祭坛，公元前13年7月4日由罗马元老院修建，以庆祝罗马皇帝奥古斯都从西班牙和高卢凯旋，公元前9年1月30日罗马元老院进行祝圣，以庆祝奥古斯都胜利后为帝国带来的和平。它试图描绘罗马和平时期的和平与繁荣，并提醒人们，这些是因朱里亞·克勞狄王朝带来的罗马帝国的军事优势而有的。
祭坛的形制类似古罗马早期的露天祭坛，而四周的浮雕明显带有古希腊古典时期的雕塑风格。祭坛分上下两部分。下部为装饰性图案，象征着奥古斯都统治下的和平与富饶，上部是叙事性浮雕，包括庆祝祭坛设立的游行场面以及象征性内容。北面的浮雕中有帝国官员和妻儿走向入口的形象，南面的浮雕记录了皇室的成员。